# Sophie Jones
Sophie Jones è un film del 2020 diretto da Jessie Barr.
Il film, sceneggiato dalla stessa regista con la protagonista Jessica Barr, è stato presentato in anteprima al Festival del cinema americano di Deauville del 2020 e ha avuto un'uscita limitata nelle sale cinematografiche il 2 marzo 2021, distribuito da Oscilloscope Laboratories.

## Trama
Sconvolta dalla morte della madre e alle prese con i problemi dell'adolescenza, Sophie fa di tutto per riuscire a mantenere il controllo sulla situazione e sembra riuscirci approfondendo sempre più la propria sessualità.

## Distribuzione
Nel gennaio 2021, venne annunciato che Oscilloscope aveva acquisito i diritti di distribuzione del film in Nord America. Il 2 marzo 2021 il film è stato distribuito in alcuni cinema selezionati e su VOD.

## Accoglienza
Il film ha una valutazione del 100% su Rotten Tomatoes sulla base di 19 recensioni.
Courtney Howard di Variety ha dato al film una recensione positiva affermando che: "è un'esplorazione toccante di quest'età ardua, radicata in un'incredibile autenticità."
Roxana Hadadi di RogerEbert.com ha assegnato al film tre stelle e ha scritto che il film "sembra profondamente autentico nella sua comprensione del dolore."

## Riconoscimenti
- 2020 - Festival del cinema americano di Deauville
  - Candidatura a Grand Special Prize
- 2020 - Festival internazionale del cinema di Mar del Plata
  - Candidatura a Miglior film
- 2021 - Giffoni Film Festival
  - Candidatura a Miglior film (Generator +16)
- 2022 - Americana Film Fest
  - Miglior film
  - Candidatura a Audience Award
- 2022 - Film Club's The Lost Weekend
  - Miglior regista